# Raymond Davis Jr.
Pour les articles homonymes, voir Davis.
Raymond Davis Jr. (14 octobre 1914 à Washington, D.C. – 31 mai 2006) est un chimiste et un physicien américain. Il est colauréat avec Masatoshi Koshiba d'une moitié du prix Nobel de physique de 2002.

## Jeunesse et premières années de carrière
Il est né à Washington, D.C., où son père était photographe au National Bureau of Standards. Son frère Warren, 14 mois plus jeune que lui, fut un compagnon inséparable pendant toute son enfance. Il fut diplômé de chimie à l'université du Maryland à College Park en 1938. Il obtint également un master dans cette même école et un Ph.D. à l'université Yale en chimie physique en 1942.
Il passa l'essentiel des années de guerre au Dugway Proving Ground dans l'Utah, observant les résultats d'essais d'armes chimiques et explorant le bassin du Grand Lac Salé pour rechercher des traces de son prédécesseur, le lac Bonneville.

## Carrière de physicien
À sa sortie de l'armée en 1946, il alla travailler au laboratoire Mound de Monsanto, à Miamisburg dans l'Ohio, faisant de la radiochimie appliquée pour le compte de la Commission de l'énergie atomique des États-Unis. En 1948, il rejoignit le laboratoire national de Brookhaven, qui avait pour objectif de trouver des usages pacifiques de l'énergie atomique.   
Davis relate qu'on lui avait demandé « de trouver quelque chose d'intéressant pour y travailler », et il dédia sa carrière à l'étude des neutrinos, particules dont l'existence avait été prédite pour expliquer le processus de la radioactivité β, mais dont l'existence séparée n'avait pas été confirmée. Davis tenta de détecter les neutrinos par la radioactivité bêta inverse, réaction par laquelle un neutrino fournit assez d'énergie à un noyau pour transformer certains isotopes stables en isotopes radioactifs. 
Comme la cinétique de cette réaction est très lente, le nombre d'atomes radioactifs créés dans les expériences sur les neutrinos est très faible, et Davis commença à étudier les taux des réactions autre que la radioactivité β inverse qui pourraient imiter le signal des neutrinos. Utilisant des bidons et des réservoirs de tétrachlorure de carbone comme détecteurs, Davis étudia le taux de production d'argon37 en fonction de l'altitude et en fonction de la profondeur sous la surface du sol. Il installa un détecteur contenant des atomes de chlore sur le réacteur de Brookhaven en 1954 et ensuite sur un des réacteurs du laboratoire de Savannah River. Ces expériences échouèrent à détecter une production plus importante d'argon radioactif quand les réacteurs étaient en service que lorsqu'ils étaient à l'arrêt, et ce constat fut considéré comme la première preuve expérimentale que les neutrinos (qui réagissent avec les atomes de chlore) et les antineutrinos (que produisent les réacteurs) étaient distincts. La détection des neutrinos se révéla beaucoup plus difficile que la non détection des antineutrinos. Davis fut le scientifique à l'origine de l'expérience Homestake, un très grand détecteur radiochimique de neutrinos qui détecta pour la première fois les neutrinos du soleil.      
Il est colauréat avec Masatoshi Koshiba d'une moitié du prix Nobel de physique de 2002 (l'autre moitié a été remise à Riccardo Giacconi) « pour des contributions pionnières en astrophysique, en particulier pour la détection des neutrino cosmiques ». Il s'est particulièrement illustré en étudiant le problème des neutrinos solaires avec l'expérience Homestake.

## Vie privée
Davis rencontra sa femme Anna Torrey à Brookhaven et ensemble ils construisirent un voilier en bois de 7 m, baptisé Halcyon. Ils eurent cinq enfants et vécurent plus de 50 ans dans la même maison à Blue Point, dans l'État de New York.
Davis mourut paisiblement le 31 mai 2006 à Blue Point, après une longue lutte contre la maladie d'Alzheimer.

## Distinctions honorifiques
- Prix Cyrus B. Comstock de la National Academy of Sciences (1978)
- Prix Tom W. Bonner de la Société américaine de physique (1988)
- Prix W. K. H. Panofsky de la Société américaine de physique (1992)
- Prix Beatrice M. Tinsley de la Société américaine d'astronomie (1994)
- Prix George Ellery Hale de la Société américaine d'astronomie (1996)
- Prix Wolf en physique (2000)
- National Medal of Science (2001)
- Prix Nobel de physique (2002)
- Prix Enrico Fermi (2003)

## Publications
- Davis, Raymond, Jr.  "Attempt to detect the Antineutrinos from a Nuclear Reactor by the 37Cl (nu bar, e) 37Ar  Reaction"  Physical Review 97, p. 766 (1953) -- Non-detection of antineutrinos with chlorine
- Davis, Raymond, Jr.  "Solar Neutrinos II, Experimental" Physical Review Letters 12, p. 300 (1964) – Proposal for Homestake Experiment
- Cleveland, B. T. et al "Measurement of the solar electron neutrino flux with the Homestake chlorine detector"  Astrophysical Journal 496 p. 505-526 (1998) – final results of Homestake Experiment